# Pterochilus paradisiacus
Pterochilus paradisiacus är en stekelart som beskrevs av Giordani Soika. Pterochilus paradisiacus ingår i släktet Pterochilus och familjen Eumenidae. Inga underarter finns listade i Catalogue of Life.